# Eleutherolaimus hopperi
Eleutherolaimus hopperi är en rundmaskart som beskrevs av Timm 1967. Eleutherolaimus hopperi ingår i släktet Eleutherolaimus och familjen Linhomoeidae. Inga underarter finns listade i Catalogue of Life.